# Hans Eicke
Hans Eicke (Berlín, 1 de desembre de 1884 – Berlín, 22 d'agost de 1947) va ser un atleta alemany que va competir a principis del segle xx.
El 1908 va prendre part en els Jocs Olímpics de Londres, on guanyà la medalla de plata en la cursa dels relleus combinats, formant equip amb Otto Trieloff, Arthur Hoffmann i Hanns Braun.
Eicke va córrer el segon relleu de 200 metres. L'equip va superar fàcilment la primera ronda eliminant l'equip neerlandès. En la final, tot i que ho intentaren, no pogueren superar a l'equip estatunidenc i van guanyar la medalla de plata. També disputà els 100 metres, acabant tercer en la seva sèrie de la primera ronda i quedant eliminat.